# Kletten-Ringdistel
Die Kletten-Ringdistel (Carduus personata), auch Kletten-Distel genannt, ist eine Pflanzenart aus der Gattung Ringdisteln (Carduus) innerhalb der Familie der Korbblütler (Asteraceae). Sie ist hauptsächlich in den Gebirgen Mitteleuropas und der Balkanhalbinsel verbreitet. Der gelegentlich verwendete Name Berg-Distel ist wegen Verwechslungen mit Carduus defloratus nicht zu empfehlen.

## Beschreibung

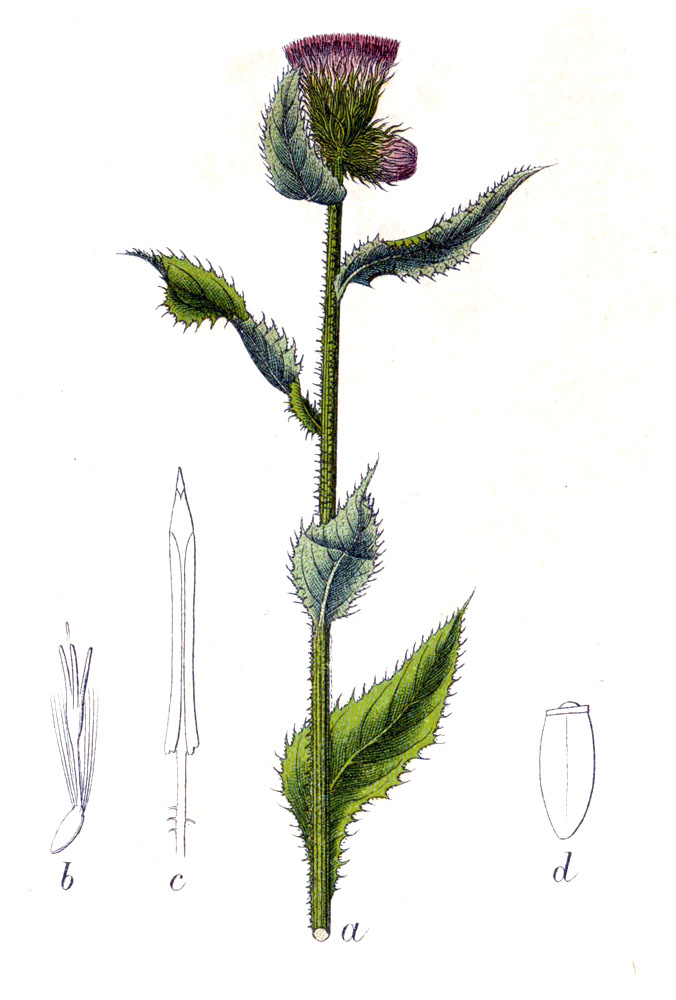
Illustration

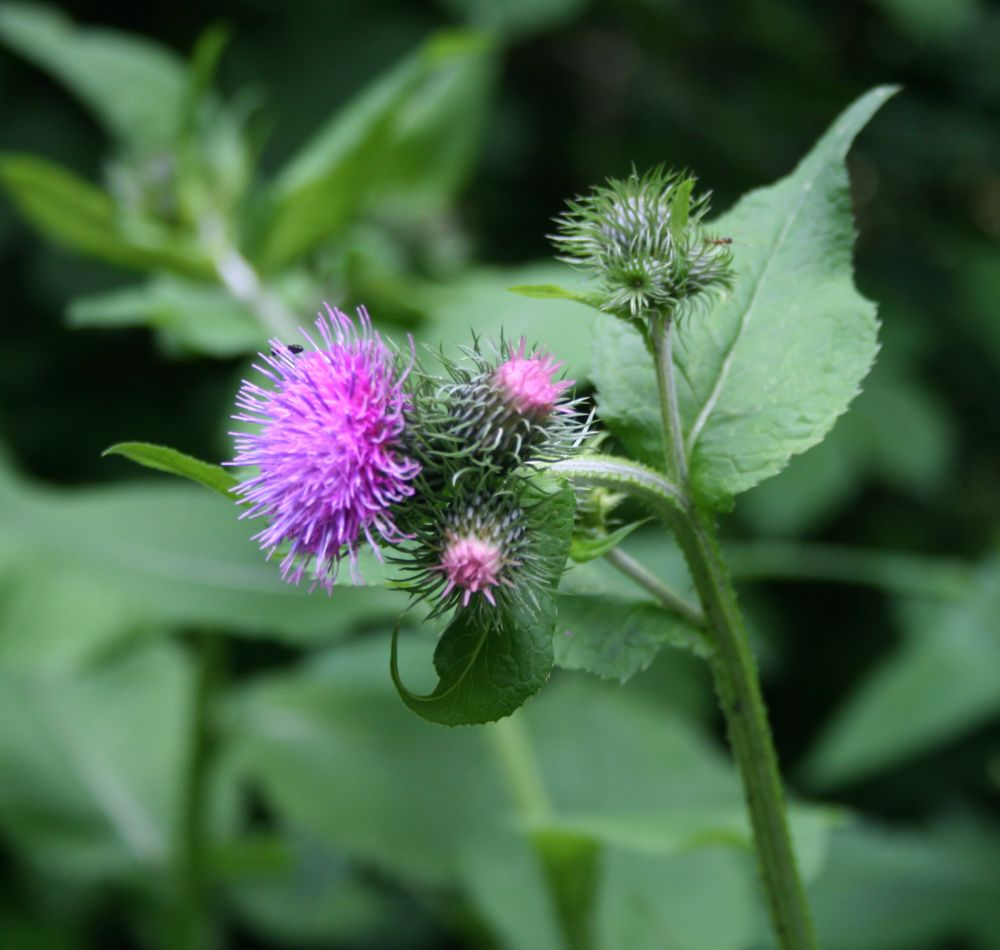
Gesamtblütenstand mit Blütenkörbchen

### Vegetative Merkmale
Die Kletten-Ringdistel wächst als ausdauernde, krautige Pflanze und erreicht Wuchshöhen von meist 50 bis 120, selten bis zu 180 Zentimetern. Der Stängel ist aufrecht, oben meist ästig, schmal kraus geflügelt mit zarten Dornen und bis fast zum oberen Ende beblättert.
Die Laubblätter sind oberseits grün, unterseits mehr oder weniger graufilzig, am Rand weich dornig, am Grund abgerundet oder halb stängelumfassend. Die oberen und mittleren Blätter sind fast ungeteilt, die unteren gelappt bis fiederspaltig, und haben einen großen Endabschnitt. Die unteren Blätter sind auch steilartig verschmälert.

### Generative Merkmale
Die Blütezeit reicht von Mitte Juni bis August. In den Gesamtblütenständen stehen die körbchenförmigen Teilblütenstände knäuelig gehäuft zusammen. Die Blütenkörbchen weisen einen Durchmesser von 15 bis 25 Millimeter auf. Das Involucrum ist halbkugelig und kaum behaart. Die mittleren Hüllblätter sind nicht eingeschnürt, die äußeren fast so lang wie die inneren. In einem Blütenkörbchen stehen etwa 150 bis 200 Röhrenblüten zusammen. Die Blütenkrone ist dunkel purpurfarben.
Die Achänen sind 4 Millimeter lang, hellbraun und am oberen Ende etwas verschmälert. Ihr Pappus ist anfangs weiß, später fast fuchsrot.
Die Chromosomengrundzahl beträgt x = 9 oder 11; es liegt Diploidie vor mit Chromosomenzahlen von 2n = 18 oder 22.

## Ökologie
Die Kletten-Ringdistel ist ein Hemikryptophyt. Blütenbesucher sind Käfer, Fliegen, Hummeln und Falter.
Als Schmarotzer wurden die Pilze Puccinia carduorum und Ophiobolus acuminatus beobachtet.

## Vorkommen
Die Kletten-Ringdistel ist ein praealpines Florenelement mit zerstreuten Vorkommen vor allem in den Gebirgen Mitteleuropas und der Balkanhalbinsel. Der Verbreitungsschwerpunkt reicht von den Alpen, dem Alpenvorland bis zum Apennin. Isolierte Vorkommen liegen beispielsweise in den Vogesen, im Schwarzwald, in der Rhön, im Erzgebirge und in den Sudeten. In den Allgäuer Alpen steigt sie in Vorarlberg am Höfergrat bei Schröcken bis zu einer Höhenlage von 2130 Metern auf. Im Kanton Wallis erreicht sie sogar 2300 Meter.
Die Kletten-Ringdistel braucht stickstoffreiche, feuchte, tonige Böden. Sie kommt meist in den Gesellschaften des Alnetum incanae oder des Phalarido-Petasitetum hybridi, aber auch in Gesellschaften der Verbände Adenostylion, Polygono-Trisetion oder Rumicion alpini vor.
Sie besiedelt Bachufer, Ödland, Hochstaudenfluren, Grauerlenbestände und Viehläger. In Deutschland wächst sie in der Rhön, in Thüringen, Sachsen, im Südschwarzwald und in der Baar, sowie südlicher im Schwäbischen, Fränkischen und in der Schweizer Jura. Im Voralpengebiet und in den Alpen ist sie in lockeren Beständen im montanen bis subalpinen Raum zu finden. Gebietsweise fehlt die Pflanze.
Die ökologischen Zeigerwerte nach Landolt & al. 2010 sind in der Schweiz: Feuchtezahl F = 4w (sehr feucht aber mäßig wechselnd), Lichtzahl L = 3 (halbschattig), Reaktionszahl R = 4 (neutral bis basisch), Temperaturzahl T = 2+ (unter-subalpin und ober-montan), Nährstoffzahl N = 5 (sehr nährstoffreich bis überdüngt), Kontinentalitätszahl K = 2 (subozeanisch).

## Systematik
Die Erstveröffentlichung erfolgte 1753 unter dem Namen (Basionym) Arctium personata durch Carl von Linné in Species Plantarum, Seite 816. Die Neukombination zu Carduus personata (L.) Jacq. erfolgte 1776 durch Nikolaus Joseph von Jacquin in Flora austriaca, Band 4, Seite 25. Das Artepitheton personata ist eine früher schon verwendeter Pflanzenname, der sich von dem lateinischen Wort persona = Maske herleitet.
Bei einigen Autoren gibt es Unterarten (Auswahl):
- Carduus personata subsp. albidus (Adamović) Kazmi: Sie kommt in Italien, auf der Balkanhalbinsel, in Rumänien und in der Ukraine vor.[6]
- Carduus personata (L.) Jacq. subsp. personata